# لیلی بوومیستر
لیلی بوومیستر (هلندی: Lily Bouwmeester; ۲۸ سپتامبر ۱۹۰۱ – ۱۲ ژوئیهٔ ۱۹۹۳) بازیگر سینما اهل هلند بود. وی بین سال‌های ۱۹۱۶ تا ۱۹۴۰ میلادی فعالیت می‌کرد.
از فیلم‌ها یا برنامه‌های تلویزیونی که وی در آن نقش داشته‌است می‌توان به بابا لنگ‌دراز اشاره کرد.